# Cage à poules
Pour les articles homonymes, voir Cage (homonymie) et Cage à écureuil.

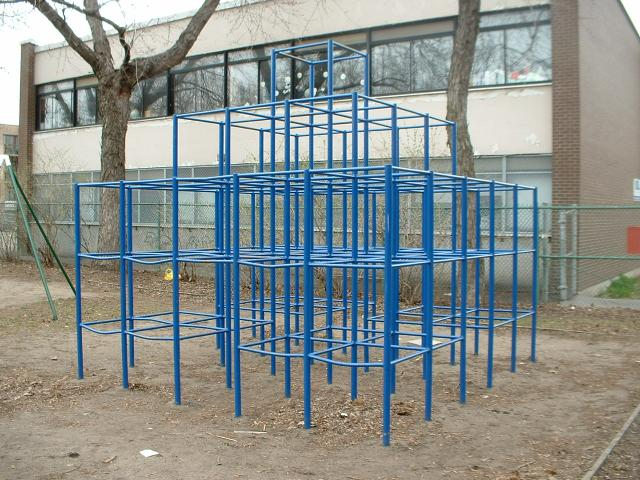
Une cage à poule traditionnelle

Une cage à poule ou cage à écureuil est un jeu d'escalade d'enfant et agrès de loisirs présent sur certains terrains de jeux. Jusqu'à la fin des années 1980, il s'agit d'un assemblage métallique de forme cubique, avec parfois une tour, dans laquelle les enfants grimpent. Le pont de singe est un autre style de ce jeu d'escalade.

## Histoire

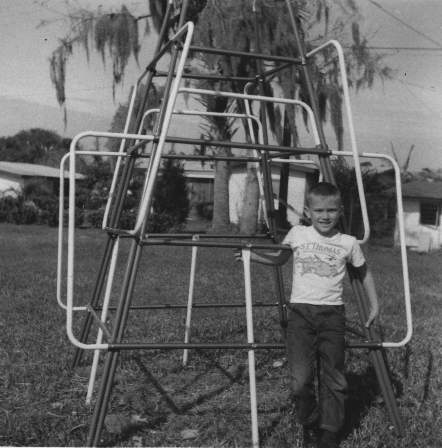
"Jungle gym" (cage à poules), 1967

La première cage à poules a été inventée en 1920 et brevetée par l'avocat Sebastian Hinton, à Chicago. Elle a été vendue sous le nom de marque Junglegym. Le terme "barres de singe" apparaît au moins aussi loin que les années 1930,. Le brevet initial de Hinton en 1920 fait appel à "l'instinct de singe" en revendiquant les avantages de l'escalade comme exercice et jeu pour les enfants. Ses brevets d'amélioration, plus tard cette année-là, font référence à des singes secouant les barreaux d'une cage, des enfants se balançant sur une "piste de singe" et le jeu de "monkey tag". La piste de singes relève plutôt d'un chemin aérien de barres fixes et alignées pareillement, comme un pont de singe mais en hauteur où l'on emploie ses mains. Le père de Hinton, le mathématicien Charles Hinton, avait construit une structure similaire en bambou lorsque Sebastian Hinton était enfant. Le but de son père était de permettre aux enfants d'acquérir une compréhension intuitive de l'espace tridimensionnel grâce à un jeu dans lequel les nombres des axes x, y et z étaient appelés, et chaque enfant essayait d'être le premier à saisir la jonction indiquée. Ainsi, l'abstraction des coordonnées cartésiennes pourrait être appréhendée comme le nom d'un point tangible dans l'espace.
Le deuxième prototype de Hinton est toujours debout à l'école de Crow Island,.
Ce type de jeu a évolué dans sa forme à la suite d'accidents, vers des structures de jeux plus élaborées (avec présence de cordages - structure en corde - et de toboggans) et sécurisées par l'utilisation du bois, garde-corps, indications d'âge pour l'utilisation et de sol amortissant ou en bac à sable.
Ce type de jeu à ensuite évolué dans le fond en jeu d'escalade sur le modèle du mur d'escalade.

## Galerie d'images

Cage à poule
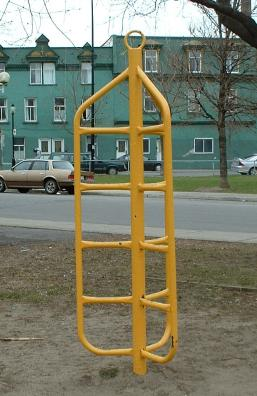
Petite cage à poule.
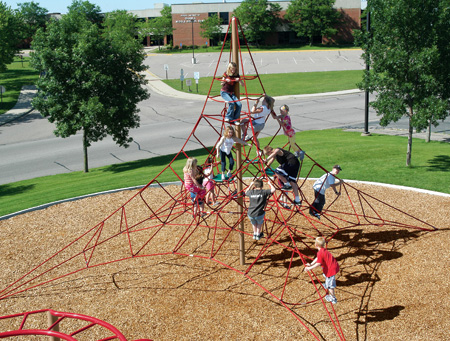
Structure en corde.
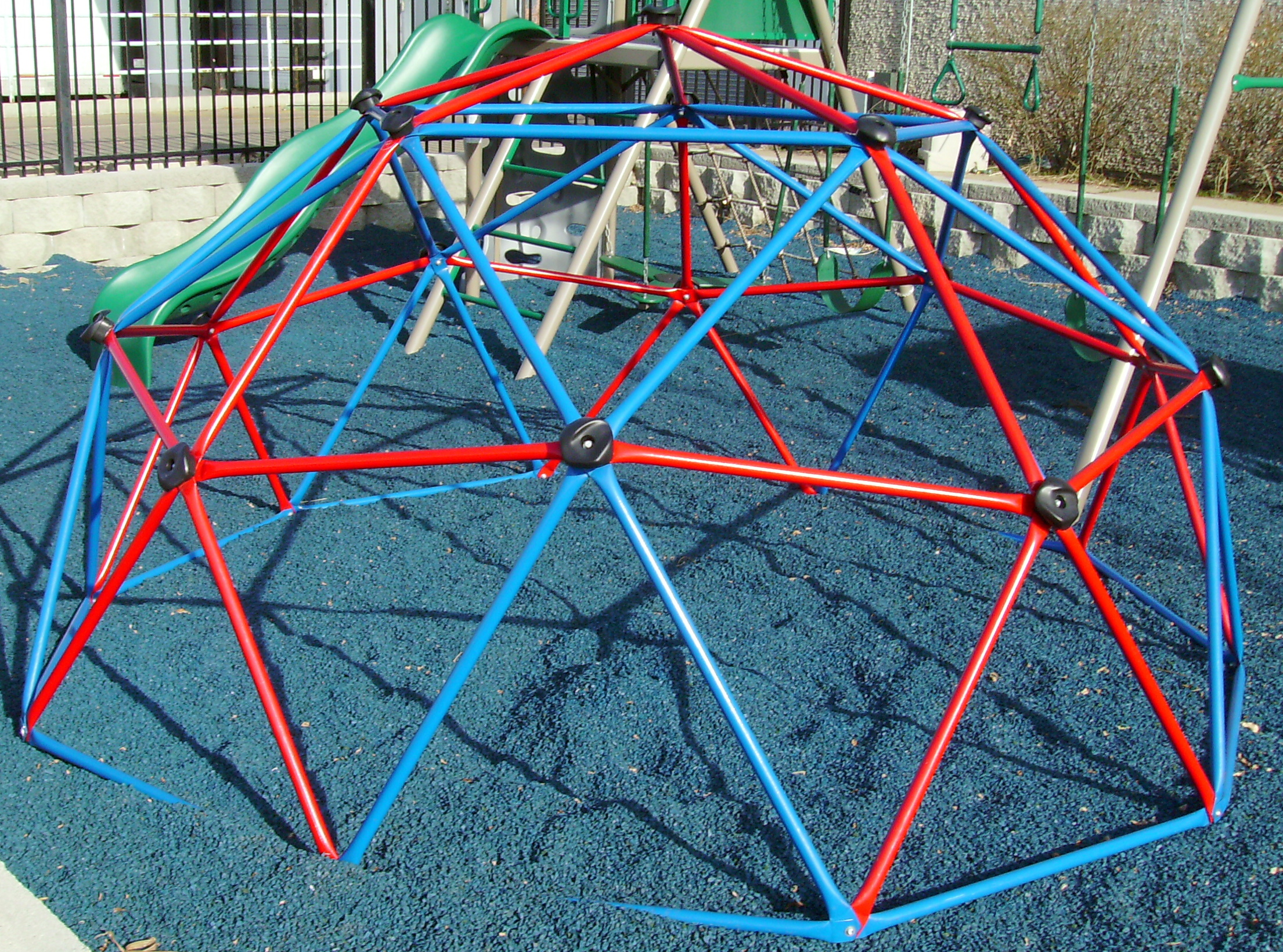
En forme de dôme.
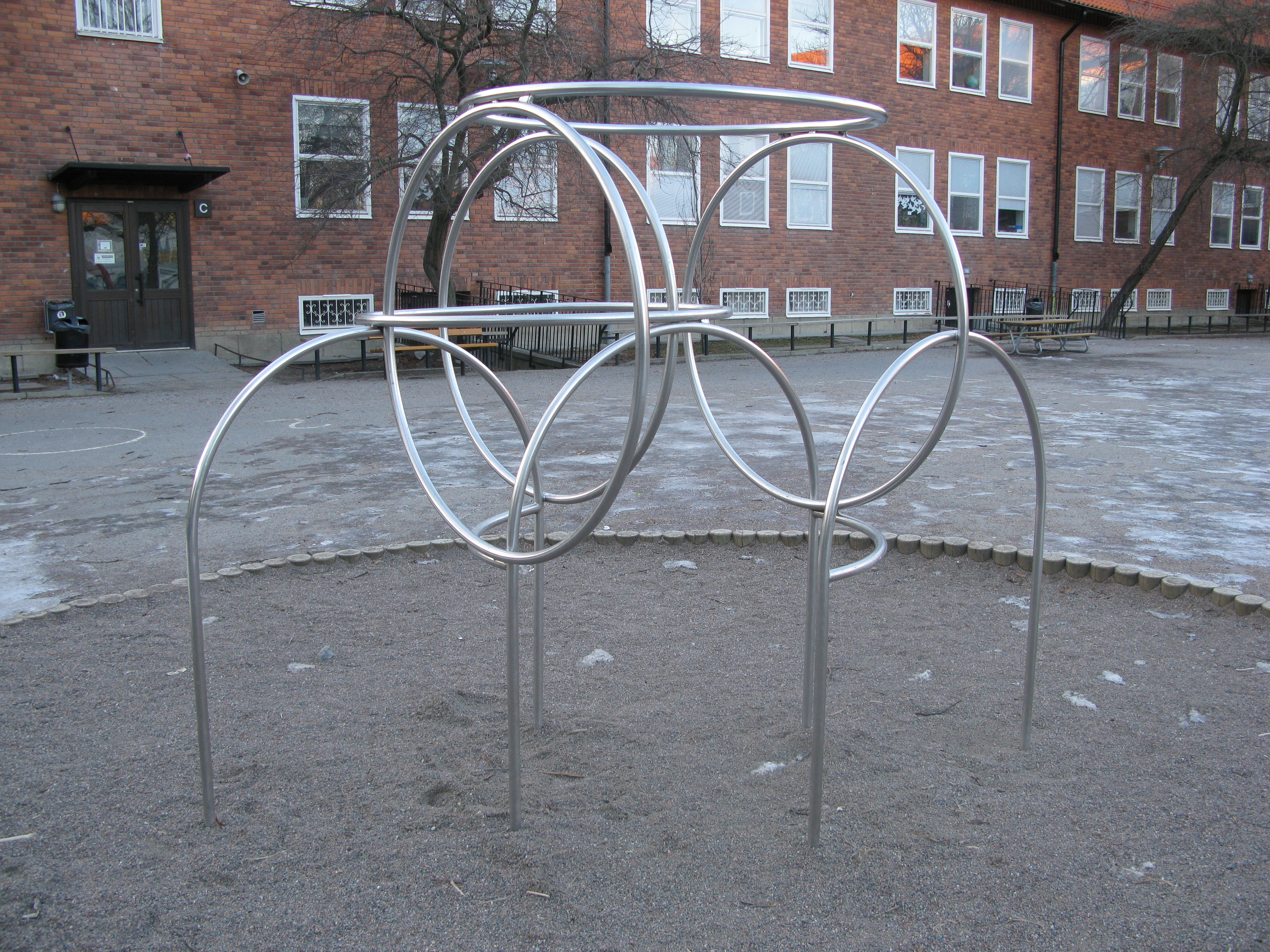
Dans une cour d'école à Stockholm (Suède), 2012.
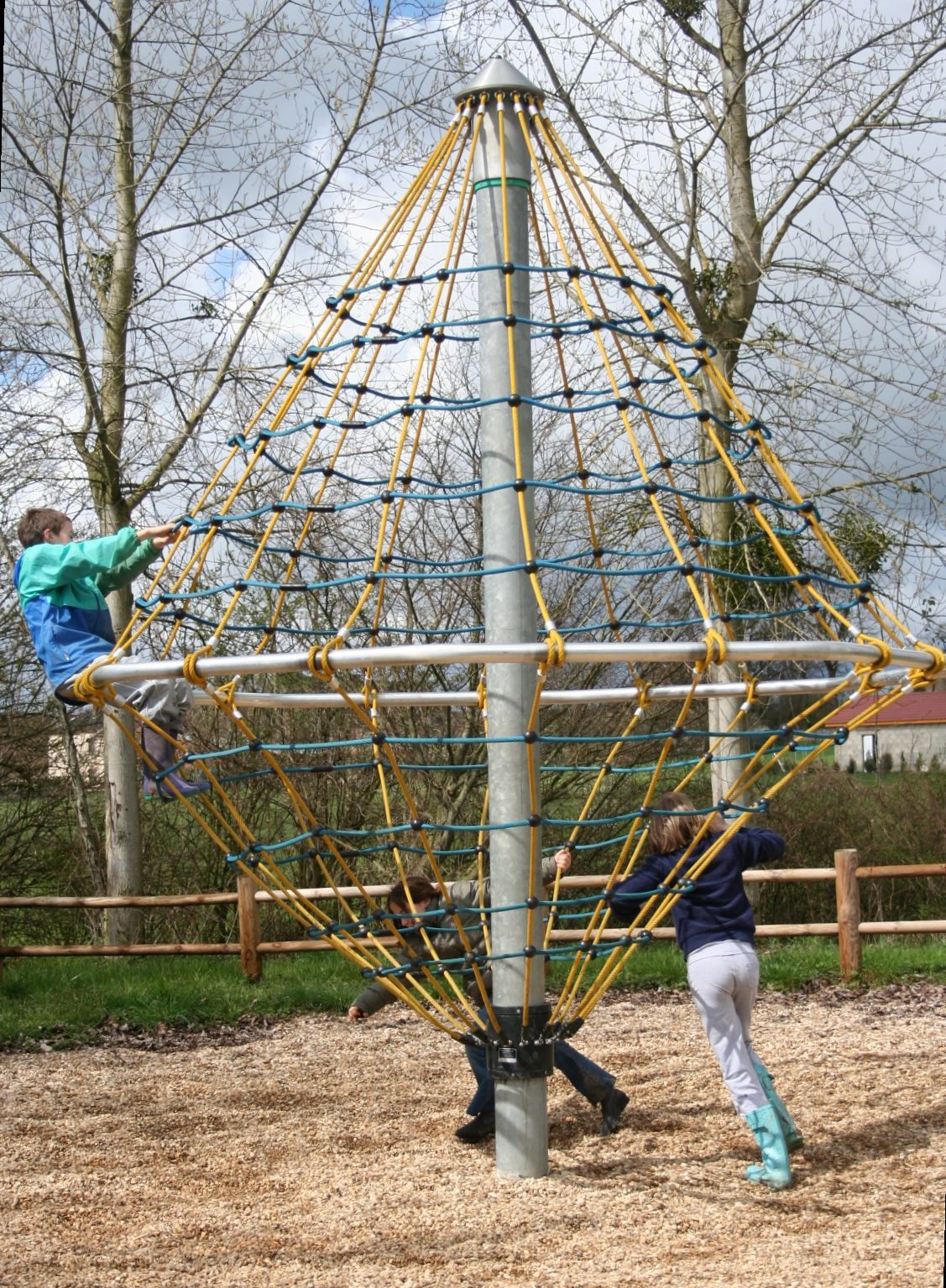
Évolution de la cage à poule en structures en doubles-cônes à cordes tournantes, la « tornade ».

Piste ou pont de singe
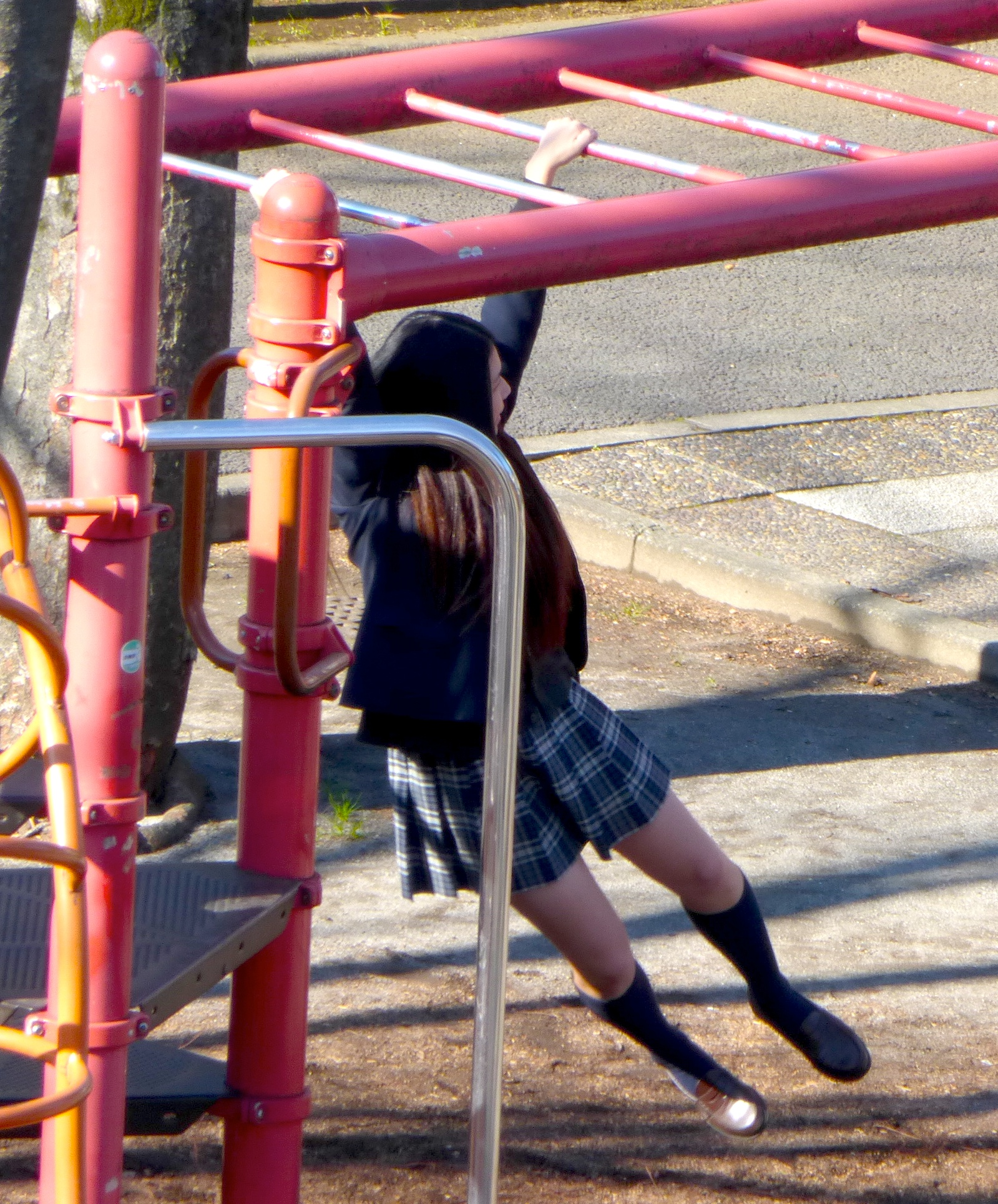
Pont de singe classique, avec barres parallèles
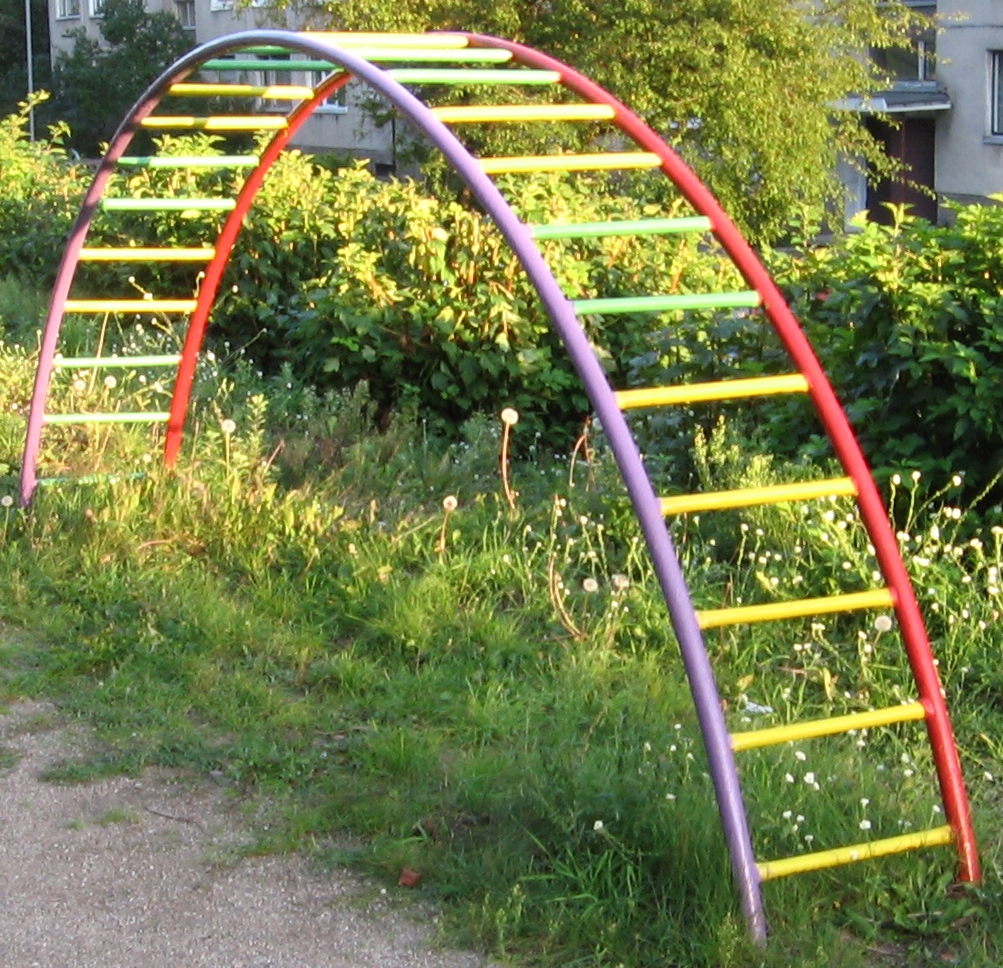
Pont de singe en hauteur et en forme d'arche
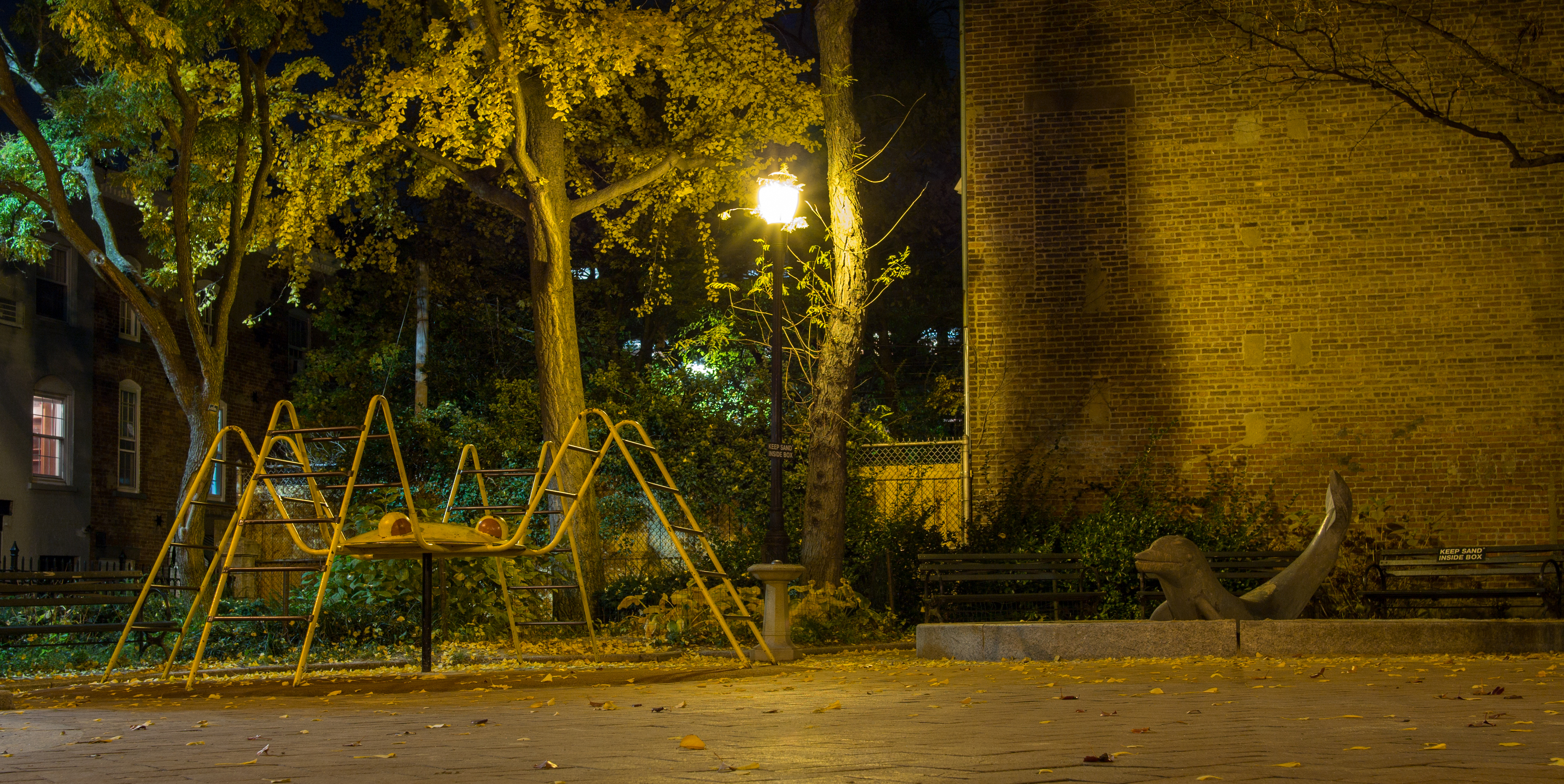
En forme d'araignée
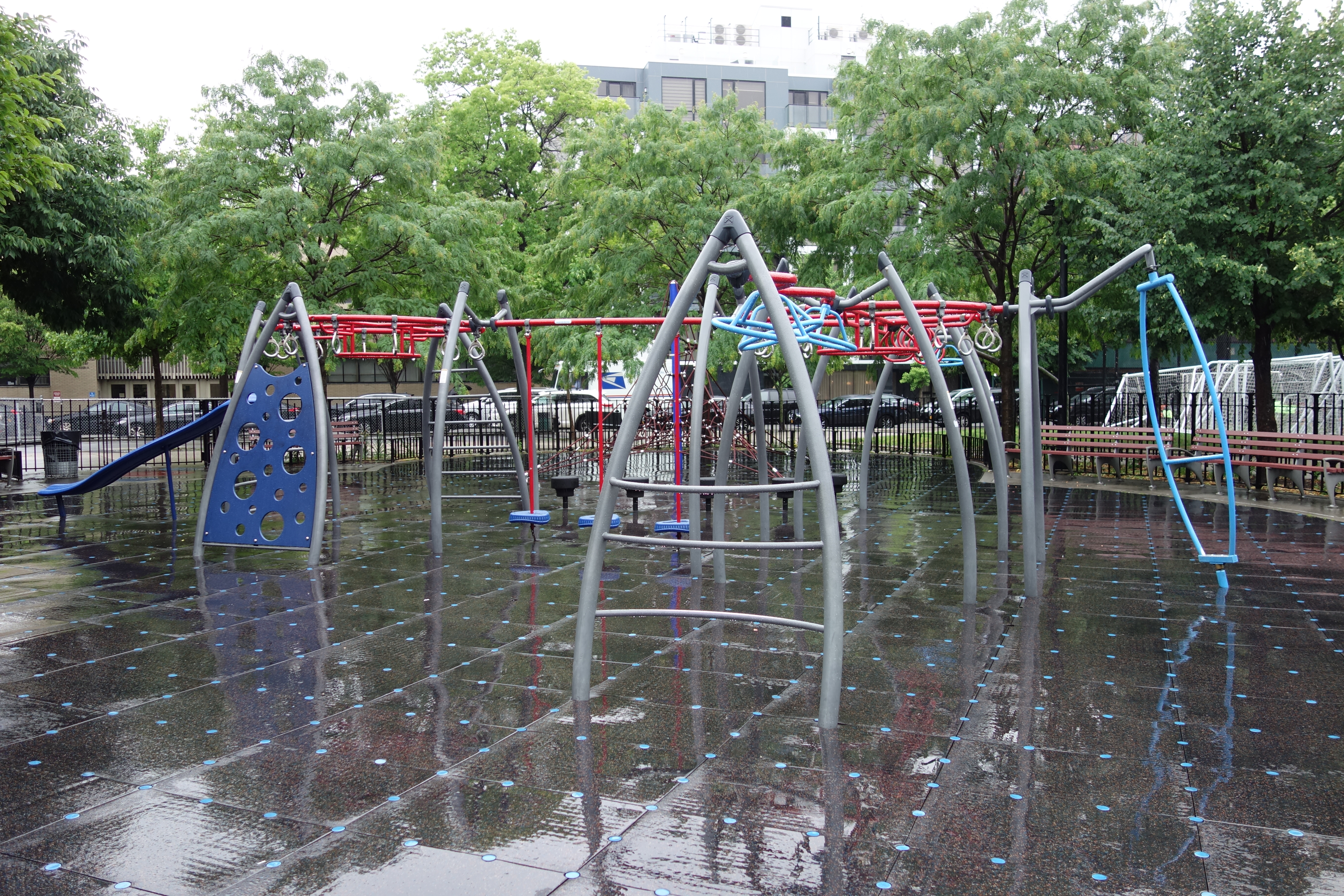
Pont de singe moderne, sans barres parallèles, au sein d'un portique de jeu
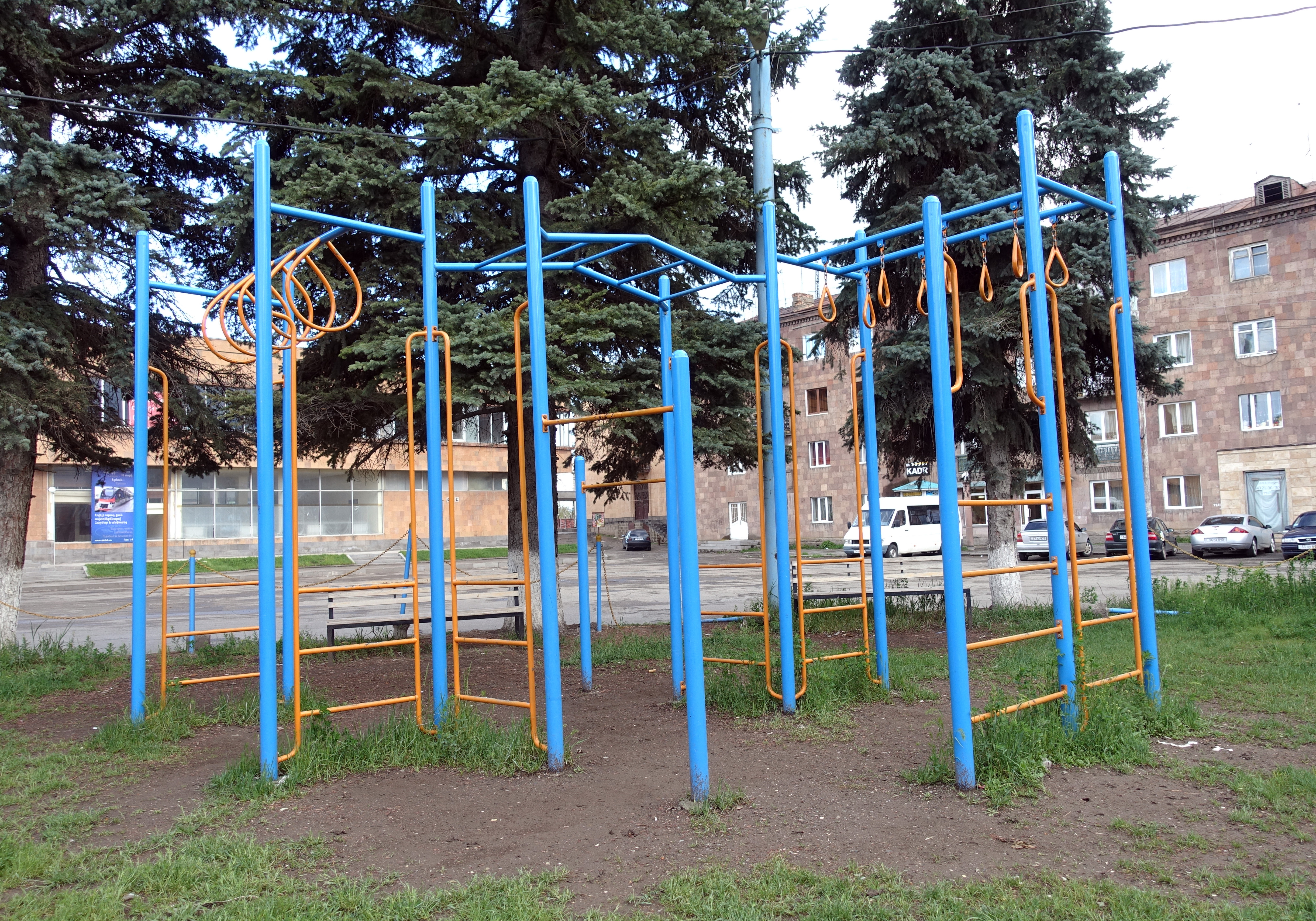
Pont de singe moderne
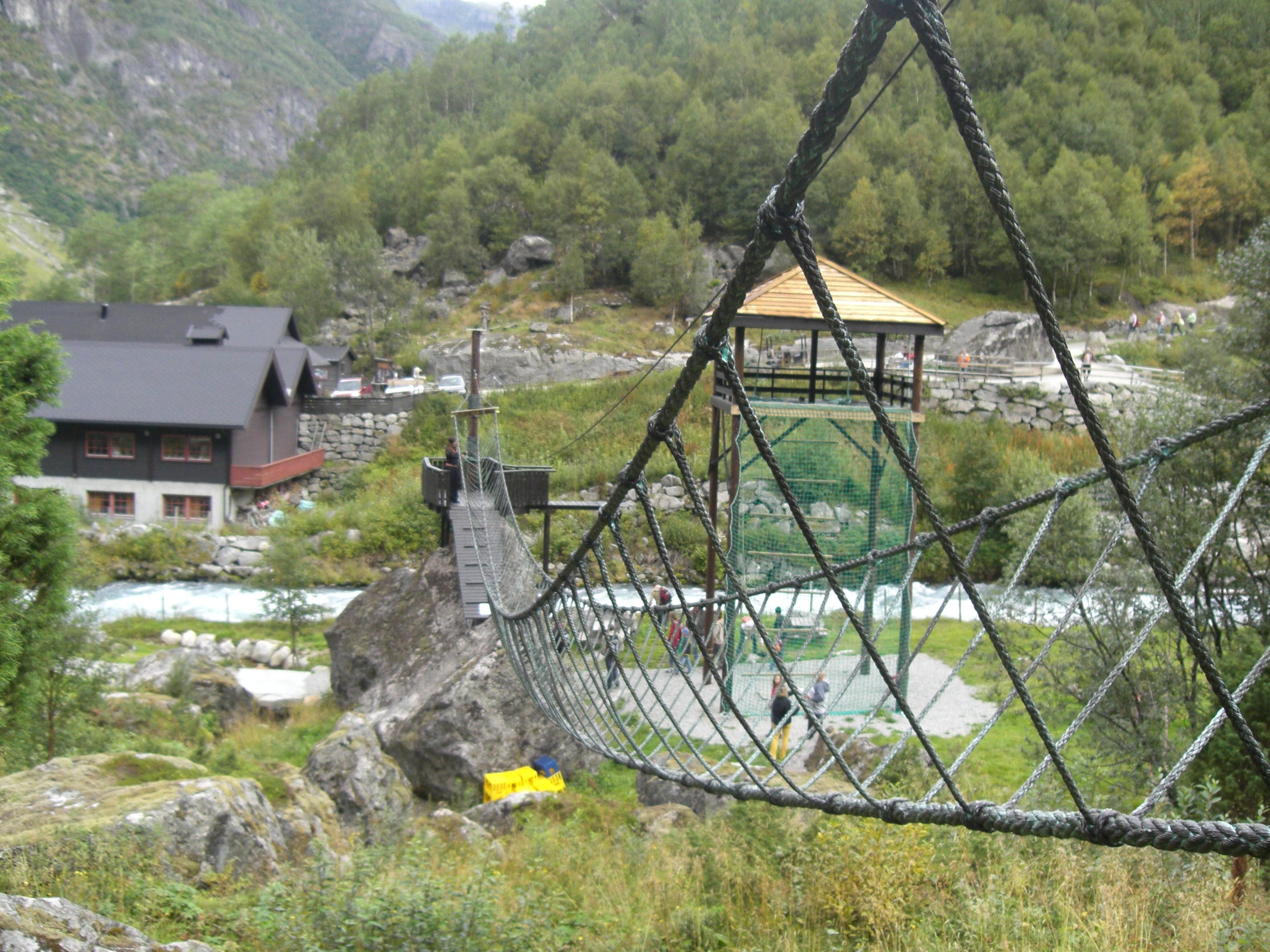
Pont de singe rudimentaire à double balustrade en corde sur un portique de jeu